# Straja
Straja là một xã thuộc hạt Suceava, România. Dân số thời điểm năm 2002 là 5336 người.